# فيليب نيلسن
فيليب نيلسن هو دراج دنماركي، ولد في 31 أغسطس 1987.

## وصلات خارجية
- فيليب نيلسن على موقع الاتحاد الدولي للدراجات (الإنجليزية)
- فيليب نيلسن على موقع أرشيف الدراجات (الإنجليزية)
- فيليب نيلسن على موقع إحصائيات الدراجات الإحترافية (الإنجليزية)